# Hammond (Louisiana)
Hammond és una ciutat de la Parròquia de Tangipahoa a l'estat de Louisiana dels Estats Units d'Amèrica.

## Demografia
Segons el cens del 2000 Hammond tenia 17.639 habitants. La densitat de població era de 534,2 habitants/km².
L'edat mediana era de 27 anys. Per edats la població es repartia de la següent manera: un 23,9% tenia menys de 18 anys, un 23,1% entre 18 i 24, un 23,7% entre 25 i 44, un 17,1% de 45 a 60 i un 12,2% 65 anys o més. Per cada 100 dones de 18 o més anys hi havia 78,1 homes.
La renda mediana per habitatge era de 24.067 $ i la renda mediana per família de 31.617 $. Els homes tenien una renda mediana de 30.625 $ mentre que les dones 18.533 $. La renda per capita de la població era de 15.145 $. Entorn del 24,9% de les famílies i el 32,8% de la població estaven per davall del llindar de pobresa.

## Poblacions properes
El següent diagrama mostra les poblacions més properes.